# Rodolfo Menéndez de la Peña
Rodolfo Menéndez de la Peña fue un pedagogo, periodista y escritor cubano-mexicano. Nació el 15 de mayo de 1850 en San Juan de los Remedios, Cuba. Murió el 3 de noviembre de 1928 en Mérida, Yucatán. Hijo de Pantaleón Menéndez y Pérez y de Carmen de la Peña y Pérez ambos remedianos.

## Juventud
En 1867 recibe el título de profesor de instrucción primaria en el Colegio de San Juan de los Remedios, entonces dirigido por el sabio trinitario don Pedro Salavarría y Elizondo, en su población natal en Cuba, y en ese mismo año es nombrado Estacionario de la Biblioteca Pública, en la que organiza el acervo bibliográfico con la metodología más moderna de la época. Desde los diecisiete años comienza a escribir poemas y artículos en los periódicos locales y de la isla forjándose desde muy temprano un prestigio por su vena literaria y por sus ideas liberales.

## Destierro a Yucatán
Poco tiempo después, en 1869, con motivo de los sucesos que iniciaron la guerra de independencia cubana —ya que poco antes, en octubre de 1868, Carlos Manuel de Céspedes había dado el grito de ¡Independencia y Libertad!—, al ser perseguido por sus manifestaciones políticas en favor del movimiento independista, decide partir a Yucatán, México.
Zarpa de la Habana en la goleta Isabelita, junto con su hermano Antonio Menéndez de la Peña y la esposa de este, Ángela González Benítez -ambos pedagogos y que habrían de alcanzar similar renombre por su obra en Yucatán- , desembarcando en el puerto de Sisal el 12 de mayo de aquel año, casi al cumplir los diecinueve años de edad, para trasladarse inmediatamente a la Ciudad de Mérida, capital del estado de Yucatán.
Meses después, sin embargo, emprende el retorno a Cuba con el propósito de seguir participando en las acciones por la independencia de su patria, lo que hace cerca del libertador José Martí con quien establece un vínculo que habría de perdurar a lo largo de los años por medio de una intensa relación epistolar que ha sido publicada. Al verse acosado y con riesgo inminente de perder la vida, vuelve a Yucatán en 1873 (14 de febrero) para establecerse ahí definitivamente hasta su muerte. Sólo una vez más habría de viajar a Cuba: al triunfo del movimiento de liberación, en 1902, invitado por el primer Presidente de la Cuba independiente, Tomás Estrada Palma, con quien había establecido amistad durante los años de lucha.

## Su relación con José Martí
En alguna ocasión (26 de junio de 1889) José Martí le escribe a Menéndez de la Peña en una de sus cartas 

"Yo no creo que mi tierra esté muerta. Está esparcida por el viento, y anda, en esta hora de agonía, por los pueblos y por el mar. Pero hay un hilo misterioso que a todos nos sujeta a la tierra querida y será bello de ver el día en que a un tiempo, con la maleta entre las alas, vuelvan al nido todas las palomas. ¡Ojalá que todos los que vuelvan a Cuba la hayan honrado en el destierro como usted!".

El deseo martiano nunca se satisfizo: Menéndez de la Peña permanecería el resto de su vida sirviendo a México. Y, sin embargo, nunca desaprovechó la ocasión para ayudar a la causa libertaria de su patria nativa: En otra carta (3/05/1894) el propio Martí le pide, incitado por las urgencias de la guerra,

"..Me ofreció una vez su casa; ahora se la pido. Si no tiene más que ella, déla..."

Don Rodolfo cumplió como un patriota y a pesar de los muy exiguos ingresos y recursos que tenía como profesor que era, vendió su patrimonio a costa del bienestar familiar y envió el dinero para alimentar la lucha por la independencia cubana.

"De alma pura y rebelde es Rodolfo Menéndez, y con ella limpia ha llegado a las canas, lo que en el mundo no es poca dificultad. No es de los que se sirven del hombre, y lo ciegan y extravían para beneficiarse de su fe y su miedo; sino de los que, sin cansarse de la pobreza, ni de la ingratitud, sirven al hombre. Ni hacienda rica, ni carruaje a la puerta, valen para él lo que un banco de niños que en el conocimiento de las fuerzas universales aprenden la manera de vivir libres, de su trabajo altivo, y en el estudio de la virtud humana ejercitan para la defensa el alma viril. A respetar el derecho enseña Menéndez, y a conquistarlo: a pensar por sí: a hablar sin bozal: a aborrecer la doblez y la cobardía: y quien de eso es maestro en esta vida, muere con honor..." José Martí, noviembre de 1894

## Su tarea en Yucatán
Al regresar a Yucatán se instala en la ciudad de Valladolid donde ya vivía su hermano Antonio y ahí se compromete en una actividad educativa de gran aliento y de enorme impacto en la sociedad yucateca, actividad que continúa hasta el final de su existencia. Por el renombre que adquirió gracias a su labor vallisoletana es llamado de otras poblaciones de Yucatán para colaborar en los proyectos pedagógicos locales y así radica sucesivamente en el Puerto de Progreso, en Izamal y finalmente en Mérida.
Aparte de sus labores docentes que nunca abandonó, fue inspector escolar municipal, prefecto de la Escuela Normal de Profesores del estado, visitador general de escuelas, miembro del Consejo de Educación Pública, director de la Biblioteca Manuel Cepeda Peraza y director de la Escuela Normal para maestros de Yucatán que hoy, en señal de reconocimiento a su tarea, lleva su nombre. Presidió la comisión organizadora del I Congreso Pedagógico de Yucatán, convocado en 1915 por el general Salvador Alvarado, a la sazón gobernador del estado, para reformar el sistema educativo de Yucatán. En esta tarea colaboró con él, entre otros, el mayor exponente de la escuela racionalista en México, José de la Luz Mena, su sobrino político y quien había sido su alumno.
Dedicó permanentemente su esfuerzo al mejoramiento social y cultural del pueblo yucateco, coadyuvando en el establecimiento de la obligatoriedad de la enseñanza primaria y promoviendo la instalación de escuelas primarias en el medio rural de la región, en ese entonces muy aislado y sumido en la ignorancia. Organizó, fundó y dirigió para ese propósito varios periódicos pedagógicos como El Sol de Mayo y La Infancia y durante más de veinte años sostuvo la publicación semanal de La Escuela Primaria que habría de servirle para difundir sus ideas y proyectar hacia la sociedad las nuevas tesis educativas entonces emergentes en Europa.
En 1899 recibe la nacionalidad mexicana.

## Su obra
Su obra como pedagogo, ensayista, literato y poeta es muy amplia. Algunas de sus publicaciones son: Artículos, 1888; Memoria sobre la instrucción pública en el Estado de Yucatán, 1889; La lira de la niñez, 1889; Cuadro de Moral, 1900; Recitaciones escolares, 1911; Familia de palabras, 1908; El periodismo en Yucatán, 1913; Reseña histórica del Primer Congreso Pedagógico de Yucatán, 1916; Catecismo de urbanidad, 1918. Su producción como articulista en los periódicos locales, regionales y nacionales así como en los de Cuba, fue abundante, al grado de que a su muerte en 1928, El Diario de Yucatán, fundado en 1925, publicó durante dos años artículos suyos inéditos hasta esa fecha. La colección hemerográfica de sus escritos periodísticos se encuentra en la biblioteca de la Universidad Autónoma de Yucatán en varios volúmenes.

## Reconocimientos
- Fue nombrado Benemérito de la Educación Pública por Decreto expedido por la XXXI Legislatura del H. Congreso del Estado de Yucatán en marzo de 1930, dos años después de su muerte.
- La Escuela Normal de Maestros de Educación Primaria del estado recibe entonces su nombre, que lleva a manera de homenaje.
- Otras escuelas primarias en la república de México han adoptado también su nombre.

## Su legado
Ejerció una gran influencia en su medio y, junto con su hermano  Antonio, fue tronco de una familia -verdadera dinastía- muy conocida en la esfera intelectual de Yucatán. La aportación de sus integrantes, descendientes de tal tronco fraternal, ha sido en efecto notable en México en el campo de las letras, la pedagogía y el periodismo.